# Casa de la Carassa
La casa de la Carassa era un edifici situat a la cantonada dels carrers dels Mirallers i dels Vigatans de Barcelona, del qual només es conserva la façana dels baixos, catalogada com a bé amb elements d'interès (categoria C).

## Història
Segons la documentació notarial, la finca estava formada per tres designes (parcel·les), una de les quals era pròpiament la casa de la Carassa, la propietat de les quals fou reunida al segle xvii pel tintorer de sedes Tomàs Bonamich. El 1781, els seus descendents l'establiren en emfiteusi al barreter Sebastià Amigó, que l'any següent va demanar permís per a obrir una finestra al carrer dels Vigatans, i novament el 1785 per a posar un ampit de ferro en una finestra del tercer pis, època en què es van refer els pisos superiors amb balcons de forja. El 1805, el seu fill Josep Amigó i Vilarrúbias va demanar permís per a eixamplar una porta, i novament el 1829 per a renovar la llinda de la porta del magatzem.
El 1980, l'edifici (inclòs en el Catàleg de Patrimoni del 1979) fou adquirit per l'Ajuntament de Barcelona, que poc a poc el va anar buidant de veïns, i l'agost del 1983 el va enderrocar amb el pretext que es trobava en estat ruïnós, cosa que va provocar una allau de protestes. En el solar es construí un nou edifici d'habitatges de protecció oficial de planta baixa i quatre pisos, projectat pels arquitectes Lluís Domènech i Roser Amadó i enllestit el 1985.

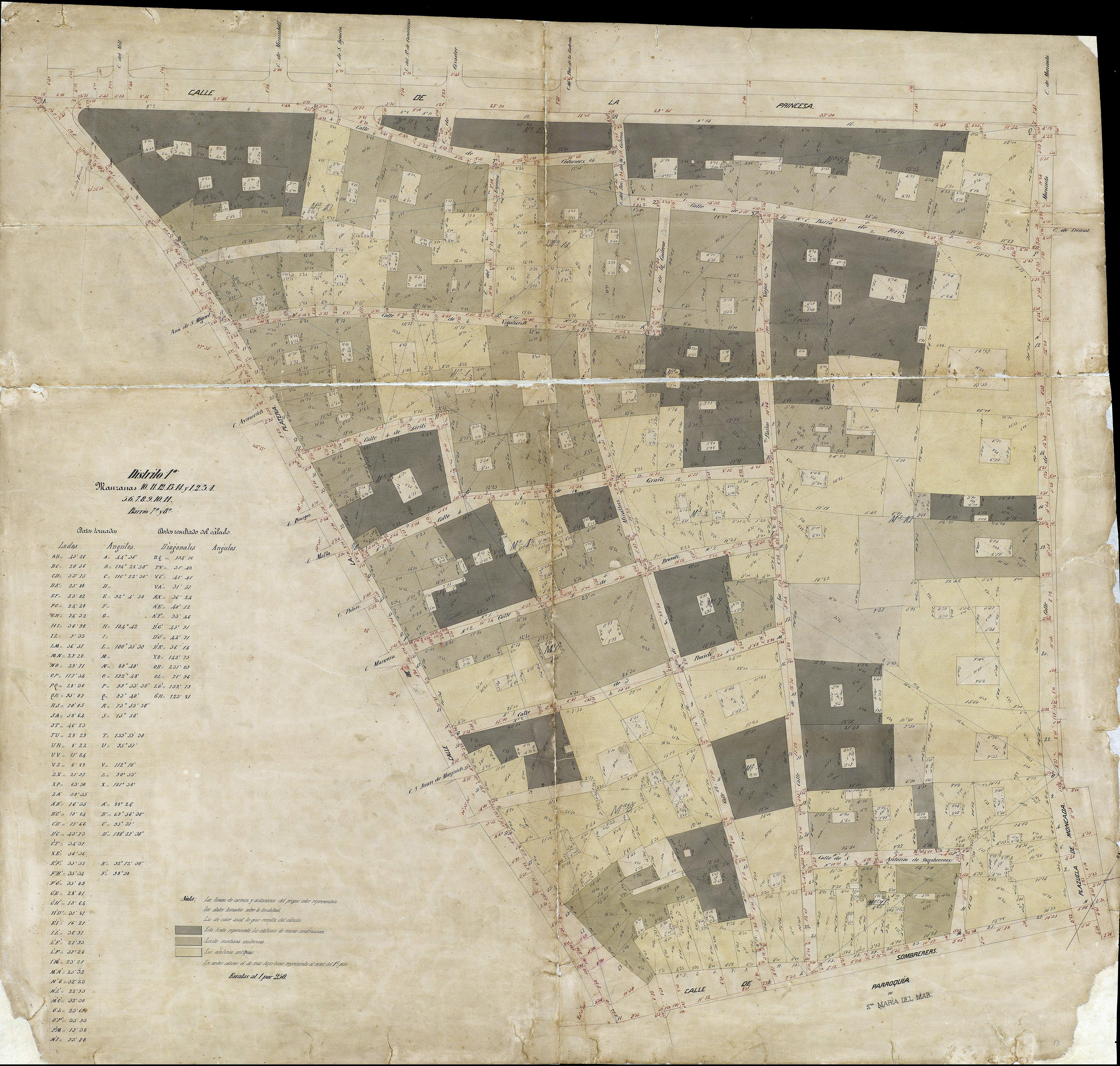
Quarteró núm. 13 de Garriga i Roca (c. 1860)

## Descripció
De l'edifici original només queden els baixos de pedra de Montjuïc, incorporats a la nova construcció, i un gran rostre esculpit amb trets andrògins o «carassa» a l'angle, que sovint ha estat interpretada com a indici de l'existència d'un prostíbul. Es tracta d'una obra popular de la primera meitat del segle xv, inspirada en models cultes com el Sant Rafael de la façana de la Casa de la Ciutat, obra de Pere Ça Anglada.